# Епархия Аиджала
Епархия Аиджала (лат. Dioecesis Aizavlensis) — епархия Римско-Католической церкви c центром в городе Аиджал, Индия. Епархия Аиджала входит в митрополию Шиллонга. Кафедральным собором епархии Аиджала является церковь Христа Царя.

## История
17 января 1952 года Римский папа Пий XII издал буллу Fit nonnumquam, которой учредил апостольскую префектуру Хафлонга, выделив её из архиепархии Дакки и Читтагонга.
26 июня 1969 года Римский папа Пий XII издал буллу Omnium sollicitudo, которой преобразовал апостольскую префектуру Хафлонга в епархию Силхара.
5 декабря 1983 года епархия Силхара передала часть своей территории для возведения новой епархии Дипху.
11 января 1996 года епархия Силхара передала часть своей территории епархии Агарталы. В этот же день епархия Силхара была переименована в епархию Аиджала.

## Ординарии епархии
- епископ George Daniel Breen (21.03.1952 — 1969);
- епископ Denzil Reginald D’Souza (26.06.1969 — 18.10.2000);
- епископ Stephen Rotluanga (2.10.2001 — по настоящее время).

## Источник
- Annuario Pontificio, Ватикан, 2007
- Булла Fit nonnumquam, AAS 44 (1952), стр. 515  (лат.)
- Булла Omnium sollicitudo  (лат.)